# Trachysphyrus gayi
Trachysphyrus gayi är en stekelart som först beskrevs av Maximilian Spinola 1851.  Trachysphyrus gayi ingår i släktet Trachysphyrus och familjen brokparasitsteklar. Inga underarter finns listade i Catalogue of Life.